# Sphenia antillensis
Sphenia antillensis är en musselart som beskrevs av Dall och Simpson 1901. Sphenia antillensis ingår i släktet Sphenia och familjen sandmusslor. Inga underarter finns listade i Catalogue of Life.